# Cortinarius kaimanawa
Cortinarius kaimanawa är en svampart som beskrevs av Soop 2003. Cortinarius kaimanawa ingår i släktet Cortinarius och familjen spindlingar.   Inga underarter finns listade i Catalogue of Life.